# آتلانتا هاوکس
آتلانتا هاوکز (به انگلیسی: Atlanta Hawks) یکی از تیم‌های حاضر اتحادیه ملی بسکتبال آمریکا است و مقر آن در شهر آتلانتا در ایالت جورجیا قرار دارد.

## بازیکنان
بر اساس فهرست جدید فصل ۲۰۲۴-۲۰۲۵ تیم آتلانتا هاوکس، لیست به‌روز شده به‌این‌ترتیب است.
- دامنیک بارلو (فروارد)
- کابی بافکین (گارد) - مصدوم
- کلینت کاپلا (سنتر)
- دیسان دنیلز (گارد)
- موحمد گی (فروارد)
- بونز هایلند (گارد)
- جالن جانسون (فروارد) - مصدوم
- ویت کِرِیچی (گارد)
- کاریس لوورت (گارد/فروارد)
- ترنس مان (گارد/فروارد)
- گاریسون متیوز (گارد)
- لری ننس جونیور (فروارد)
- ژرژ نیانگ (فروارد)
- اونیکا اوکنگو (فروارد/سنتر)
- دایکوون پلودن (گارد/فروارد)
- زاکاری ریسچر (فروارد)
- دیوید ردی (فروارد)
- کیتون والاس (گارد)
- تری یانگ (گارد)

### کادر فنی:
- کین اسنایدر (سرمربی)
- برایان بیلی (دستیار مربی)
- مایک بری (دستیار مربی)
- برتنی دونالدسون (دستیار مربی)
- استیو کلی (دستیار مربی)
- ایگور کوکوشکوف (دستیار مربی)
- آنتونیو لنگ (دستیار مربی)
- سانجان لمپکین (دستیار مربی)
- رونالد نورد (دستیار مربی)
- رگیس اونوکاموچه (دستیار مربی)
- رایان اشمیت (دستیار مربی)
- اکپه اودوه (دستیار مربی)
- جت واتکینسون (دستیار مربی)

این لیست بر اساس اطلاعات منتشر شده در تاریخ ۶ فوریه ۲۰۲۵ به‌روز شده است.

## نگارخانه

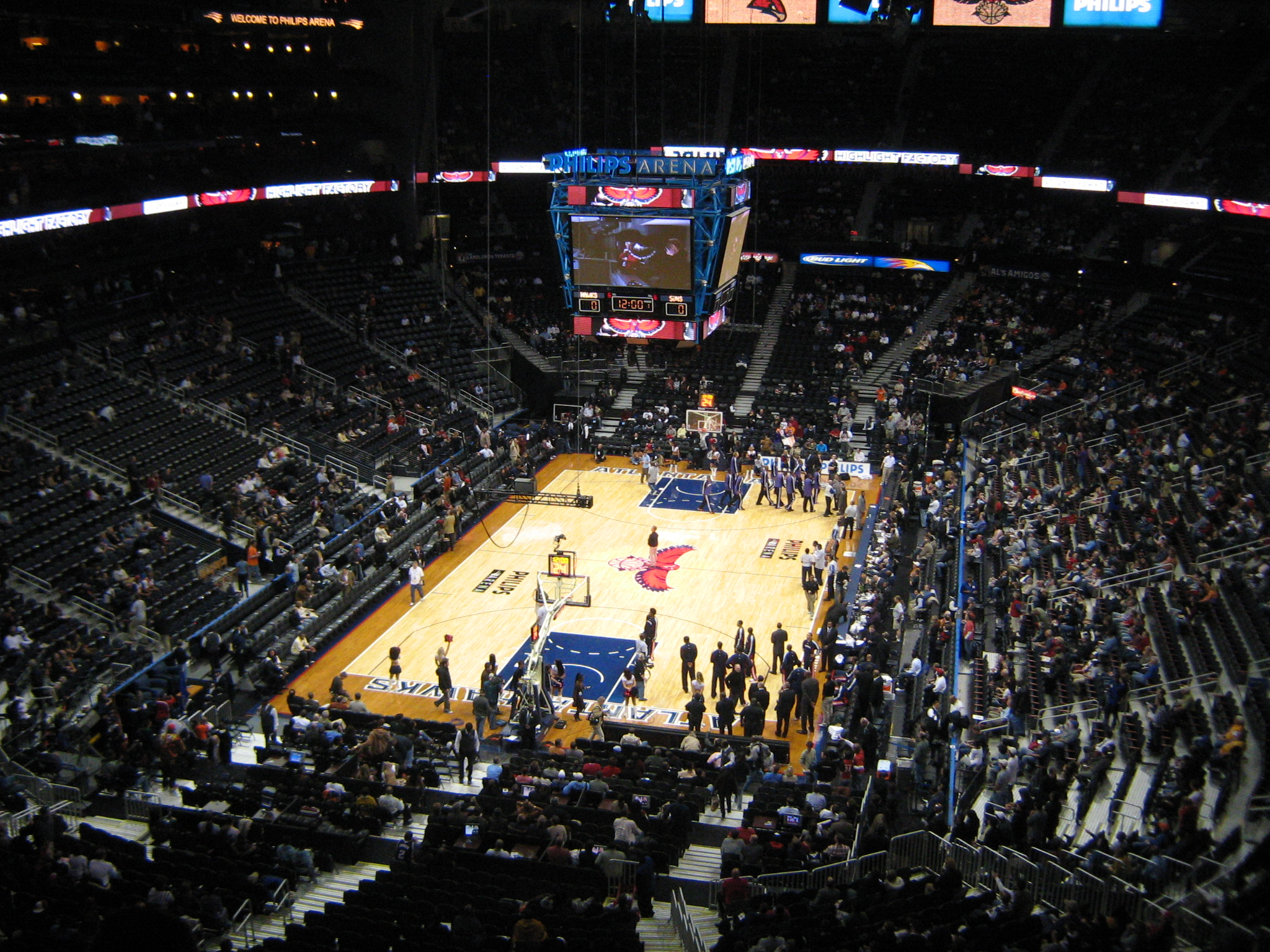
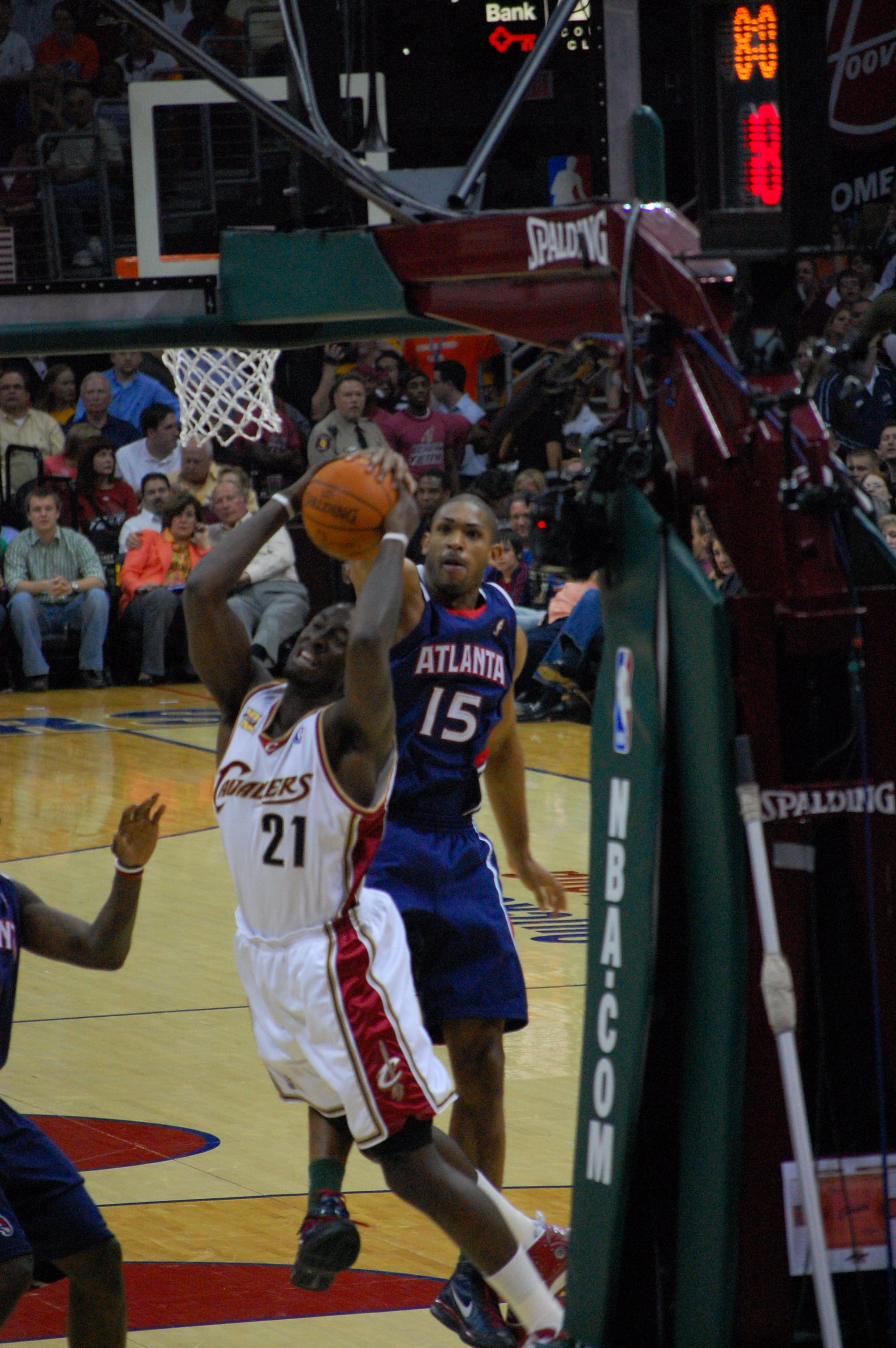
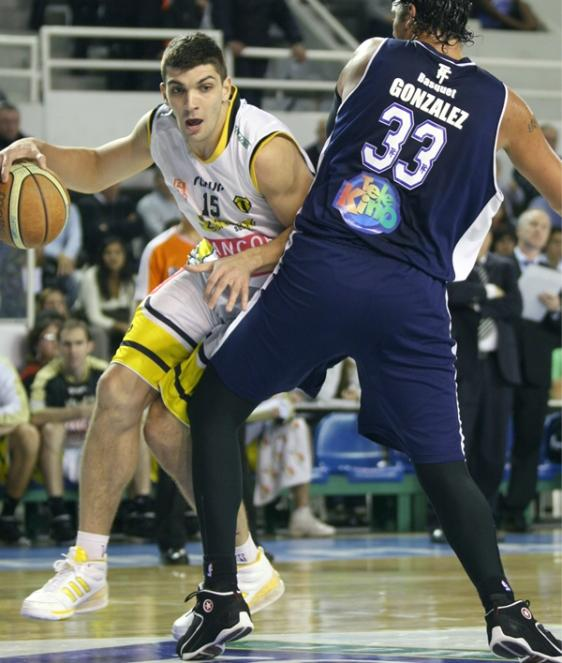
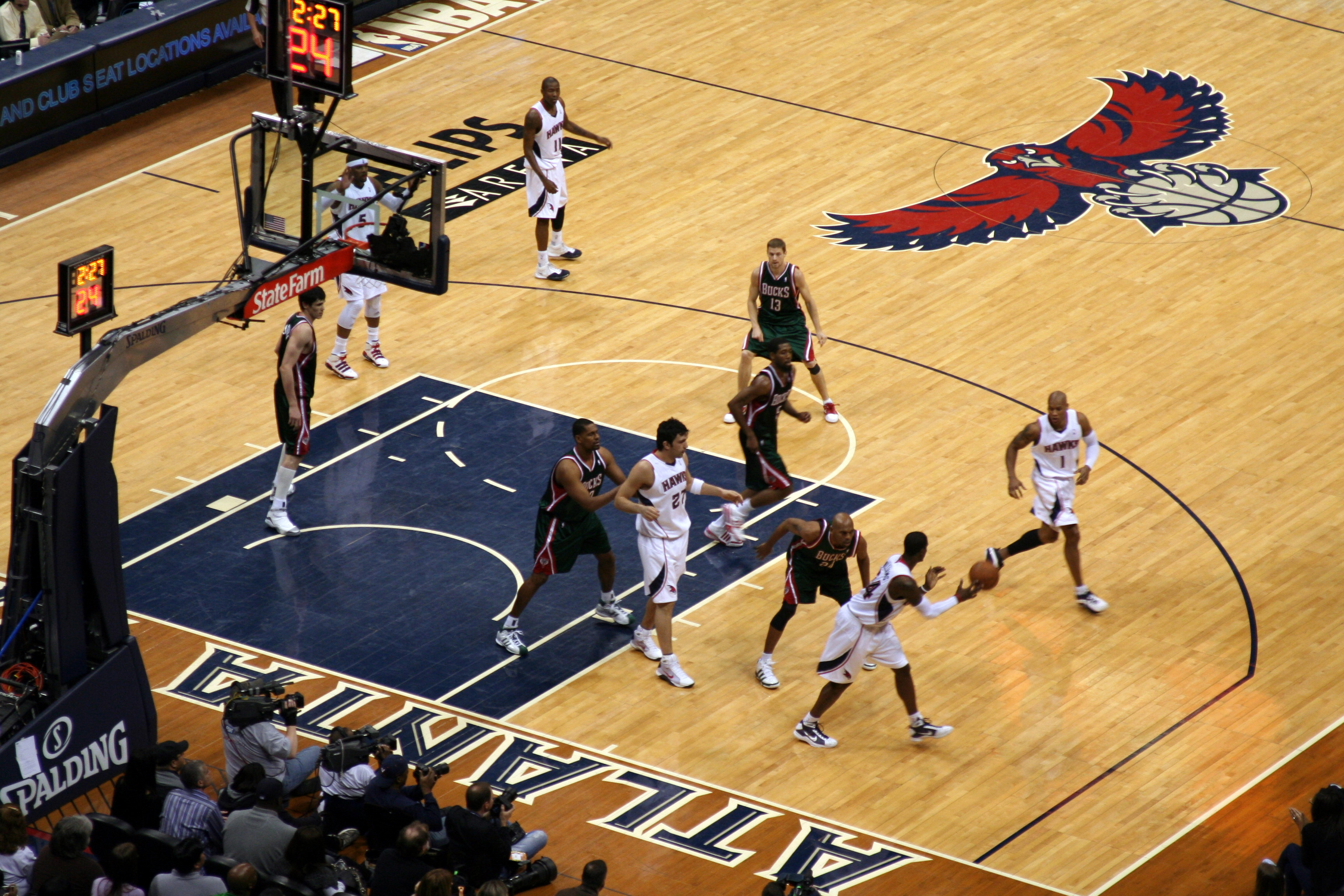

## طرفداران
در میان مشاهیر، کریس تاکر از طرفداران بزرگ این تیم محسوب می‌گردد.

## وبگاه رسمی
- Atlanta Hawks